# Gerd (nome)
Gerd  è un nome proprio di persona scandinavo femminile.

## Varianti
- Femminili: Gerda[1]
  - Islandese: Gerður

## Origine e diffusione
Deriva dal termine norreno garðr, che significa "recinto", "spazio chiuso" (elemento presente anche nel nome Ingegerd); il nome ha quindi lo stesso significato di Hagen. Va notato che il nome Gerd, qualora usato al maschile, costituisce un ipocoristico tedesco e olandese di Gerardo.
Nella mitologia norrena, Gerðr è la moglie di Freyr.

## Onomastico
L'onomastico può essere festeggiato il primo di novembre, festa di Ognissanti, non essendovi sante con questo nome che è quindi adespota.

## Persone

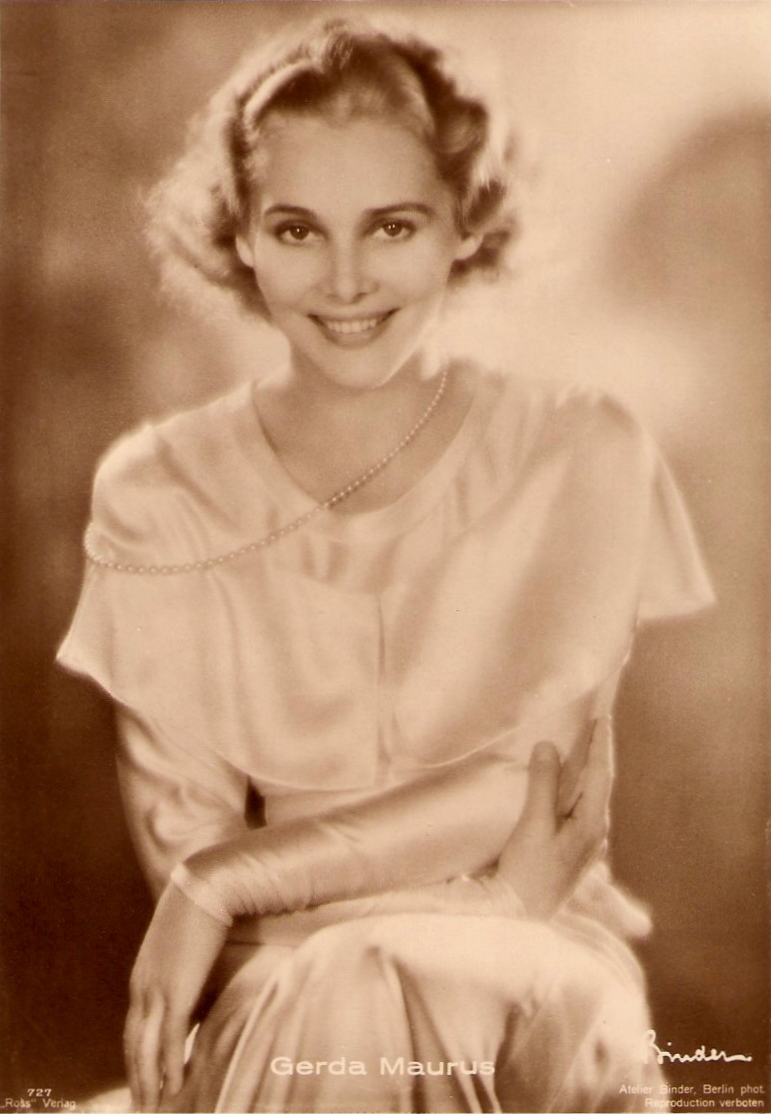
Gerda Maurus

### Variante Gerda
- Gerda Christian, segretaria di Adolf Hitler
- Gerda Lerner, scrittrice, docente e storica statunitense
- Gerda Maurus, attrice australiana
- Gerda Munck, schermitrice danese
- Gerda Taro, fotografa tedesca
- Gerda van der Kade-Koudijs, atleta olandese
- Gerda Walther, filosofa e parapsicologa tedesca
- Gerda Wegener, pittrice, disegnatrice e illustratrice danese
- Gerda Weissensteiner, slittinista e bobbista italiana

## Il nome nelle arti
- Gerda è un personaggio del racconto di Claude Piron Gerda malaperis!.
- Gerda è un personaggio della fiaba di Andersen La regina delle nevi e delle opere da essa tratte.
- Gerda è un personaggio dell'opera di August Strindberg Temporale.
- Gerda è un personaggio dell'opera di August Strindberg Il pellicano.
- Gerda è un personaggio del film del 1922 La terra che brucia, diretto da Friedrich Wilhelm Murnau.
- Gerda è un personaggio del film del 1958 Dracula il vampiro, diretto da Terence Fisher.
- Gerda è un personaggio della serie televisiva Cristallo di rocca - Una storia di Natale.
- Gerda Arnoldsen-Buddenbrook è un personaggio del romanzo di Thomas Mann I Buddenbrook: decadenza di una famiglia.
- Gerda è anche una dei quattro protagonisti del film del 2020 the Crossing Oltre il Confine

## Toponimi
- 122 Gerda è un asteroide della fascia principale che prende il nome dalla divinità norrena.